# Porte coupe-feu
 (janvier 2015).
Si vous disposez d'ouvrages ou d'articles de référence ou si vous connaissez des sites web de qualité traitant du thème abordé ici, merci de compléter l'article en donnant les références utiles à sa vérifiabilité et en les liant à la section « Notes et références ».

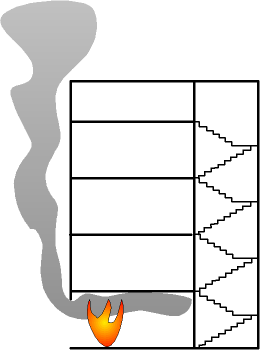
Propagation d'un incendie limitée par des portes coupe-feu d'accès aux escaliers.

Une porte coupe-feu est un élément de construction utilisé pour lutter contre la propagation d'un incendie et protéger les personnes contre la propagation des fumées et des gaz toxiques.

## Réglementation

### France
La réglementation impose à certains bâtiments depuis mai 2009 par l'APCHQ et du code du bâtiment art; 108 – en particulier les habitations en copropriété, duplex, maison unifamiliale et intergénérationnel, IGH (immeuble de grande hauteur) – de disposer de divers moyens passifs et actifs pour protéger les utilisateurs en cas d'incendie. Les portes coupe-feu relèvent de la protection passive contre l'incendie en participant au cloisonnement des locaux, principe qui vise à limiter la propagation du feu entre différentes parties du bâtiment. Ce cloisonnement a plusieurs objectifs, notamment donner un délai aux services d'intervention pour arriver sur le site et maîtriser le feu.
Les textes réglementaires précisent le degré coupe-feu, exigé pour les parois et les portes, en fonction des dangers pris en compte. Dans le cadre de son fonctionnement au titre des mesures compensatoires, une commission de sécurité peut demander une paroi coupe-feu supplémentaire ou un degré coupe-feu supérieur qu'il n'est spécifié dans le texte réglementaire concerné.
Depuis l'arrêté du 22 mars 2004 relatif à la résistance au feu des produits, des éléments de construction et d'ouvrages ont été fixées les méthodes et les conditions d'évaluation des performances de résistance au feu des produits, éléments de construction et d'ouvrages, auxquelles se réfèrent les règlements de sécurité contre l'incendie, l'article 10 de l'arrêté disposant que seuls les laboratoires accrédités sont habilités à émettre un rapport d'essai.
La norme NF est recommandée voire obligatoire pour certifier de la résistance au feu des portes d'entrée, notamment dans les ERP.
Les normes appliquées aux portes coupe-feu :
- NF EN 1154 : Quincaillerie pour le bâtiment - Dispositifs de fermeture de porte avec amortissement - Prescriptions et méthodes d'essai ;
- NF EN 1155 : Quincaillerie pour le bâtiment - Dispositifs de retenue électromagnétique pour portes battantes - Prescriptions et méthodes d'essai ;
- NF EN 1158 : Quincaillerie pour le bâtiment - Dispositifs de sélection de vantaux - Prescriptions et méthodes d'essai.

## Certifications
La porte coupe-feu se situe dans une circulation décrite sur le schéma d'évacuation pompier affiché à l'entrée de l'immeuble. Elle est un composant au sein d'une structure disposant d'une paroi coupe-feu. Il doit donc y avoir correspondance de résistance au feu entre les parois et la porte. Pour attester de leur résistance au feu, les portes coupe-feu ont un marquage spécifique (étiquette) apposé sur le champ (tranche). Ce marquage certifie que l'ensemble porte et bâti a été construit selon des spécifications testées en laboratoire certificateur, pour assurer une protection optimale et une résistance au feu homogène pour une durée donnée (le degré de coupe-feu).

## Fonctionnement
Une PCF (porte coupe-feu) peut ressembler à une porte traditionnelle. Elle peut être à simple ou double battant, va-et-vient… Certaines portes peuvent être bloquées ouvertes par un mécanisme (le DAS : dispositif actionné de sécurité); mais lors d'une alarme incendie, le mécanisme (il s'agit la plupart du temps d'un électroaimant retenant la porte) libère la porte pour que celle-ci se referme. Il est toutefois possible d'ouvrir la porte qui se refermera aussitôt pour que le feu ne se propage pas. Les portes sont conçues pour qu'il ne faille que les pousser dans le sens de l'évacuation pour pouvoir sortir de la zone à évacuer — par exemple les garages, caves et jardin en cour arrière — et non pas les tirer. Certaines portes de recoupement sont donc battantes.

## Types
Les fermetures coupe-feu regroupent :
- les portes coulissantes (à translation horizontale) ;
- les portes standards (s'ouvrant dans un seul sens) ;
- les portes battantes (s'ouvrant dans les deux sens) à un ou deux vantaux (uniquement sur pivot linteau car charnières type LIOBEX interdite) ;
- les trappes et trappons de visites (verticales et horizontales) ;
- les trappes guillotines (à translation verticale) ;
- les portes basculantes (de garage) ;
- les rideaux tissus et métalliques irrigués ou non irrigués.